# Oriopsis michaelseni
Oriopsis michaelseni är en ringmaskart som beskrevs av Banse 1957. Oriopsis michaelseni ingår i släktet Oriopsis och familjen Sabellidae. Inga underarter finns listade i Catalogue of Life.